# Far West Story
Pour plus de détails, voir Fiche technique et Distribution.
Far West Story (La banda J. & S. - Cronaca criminale del Far West) est un western spaghetti hispano-ouest-germano-italien réalisé par Sergio Corbucci, sorti en 1972.

## Synopsis
La jolie Sonny rêve d'échapper à son quotidien morose et de mener une vie de hors-la-loi. Lorsqu'elle rencontre le redoutable bandit Jed, elle voit sa chance arriver. Jed est un hors-la-loi hors du commun qui ne vole que les riches et qui a son repaire à Bandera, dans la tribu des paisibles Indiens Somillo. Le shérif Franciscus est son plus grand ennemi, car il le poursuit sans pitié depuis que Jed a réussi à s'échapper de sa prison en laissant derrière lui de nombreux cadavres. Après avoir d'abord refusé brutalement d'être accompagné par Sonny, Jed se voit contraint de l'accepter en raison de l'entêtement de Sonny et du danger que représente Franciscus. Après quelques rapines communes, ils se marient, puis détroussent le prêtre qui les a mariés.
Lorsque Franciscus parvient tout de même à arrêter le couple, ils demandent l'amnistie et lui promettent une part du butin. Franciscus met le feu à leur nid d'amour, mais ce faisant, il perd la vue ; Sonny et Jed parviennent à s'enfuir. Lors d'un banquet organisé par le noble Don García Moreno, Jed prend sa femme en otage et l'emmène à Bandera. Sonny, jalouse, conduit alors le shérif Franciscus à la cachette de Jed. Jed est grièvement blessé et soigné par Sonny. Il doit alors suivre Sonny de manière presque servile - une relation inversée par rapport au début de l'histoire.

## Fiche technique
Sauf indication contraire, les informations mentionnées dans cette section peuvent être confirmées par la base de données cinématographiques IMDb,  présente dans la section « Liens externes ».
- Titre original : La banda J. & S. - Cronaca criminale del Far West (litt. « La Bande J. & S. : Chroniques criminelles du Far West »)
- Titre français : Far West Story[1] (litt. « Histoire du Far West »)
- Titre allemand : Die rote Sonne der Rache (litt. « Le Soleil rouge de la vengeance »)
- Titre espagnol : Los hijos del día y de la noche (litt. « Les Enfants du jour et de la nuit »)
- Réalisation : Sergio Corbucci
- Scénario : Sergio Corbucci, Mario Amendola, Adriano Bolzoni, Sabatino Ciuffini, José María Forqué et Michael Haller
- Photographie : Luis Cuadrado
- Montage : Eugenio Alabiso
- Musique : Ennio Morricone
- Décors : Pietro Filippone
- Costumes : Wayne A. Finkelman
- Trucages : Giuseppe Capogrosso
- Production : Roberto Loyola
- Sociétés de production : Roberto Loyola Cinematografica, Orfeo Producciones Cinematograficas, Terra Filmkunst
- Pays de production :  Italie -  Espagne -  Allemagne de l'Ouest
- Langue de tournage : italien
- Format : Couleurs par Technicolor - 2,35:1 - Son mono - 35 mm
- Durée : 92 minutes (1 h 32)
- Genre : western spaghetti
- Date de sortie :
  - Italie : 11 août 1972
  - Allemagne de l'Ouest : 24 novembre 1972
  - Espagne : 7 mai 1973
  - France : 9 juillet 1975[1]

## Distribution
- Tomás Milián (VF : Pierre Santini) : Jed Trigado
- Susan George (VF : Sylvie Feit) : Sonny Lester
- Telly Savalas (VF : Henry Djanik) : le Shérif Franciscus
- Eduardo Fajardo (VF : Jean Berger) : Don García Moreno
- Rosanna Yanni (VF : Julia Dancourt) : Linda Moreno
- Franco Giacobini (VF : Serge Sauvion) : Aparicito, le père de Jed
- Herbert Fux (VF : Claude Joseph) : Merril
- Gene Collins (VF : Michel Gudin) : Emilio
- Victor Israel (en) (VF : Daniel Brémont) : Felipe, le maître d'hôtel
- José Canalejas (VF : Sady Rebbot) : Pedro, l'homme de main de Don Garcia
- Werner Pochath : un Pistolero
- Laura Betti : Betty
- Álvaro de Luna (VF : Jacques Richard) : un Shérif
- Lorenzo Robledo : le Croupier (non crédité)

## Accueil critique
Le Lexikon des internationalen Films y voit un « mélange d'éléments de western, de comédie, de parodie et d'histoire d'amour sentimentale sous l'apparence du western spaghetti ». D'autres critiques se sont montrés nettement plus déçus par le film de Corbucci, sa première comédie de western, qui avait déjà présenté des chefs-d'œuvre dans le genre : Christian Keßler l'a qualifié d'« un des exercices les plus limites de parodie de genre », dont le héros s'inscrit « dans la galerie des révolutionnaires abrutis, des subversifs malgré eux », mais dont la grossièreté à l'égard de sa petite amie dérange. G. Colpart a attesté d'un « cinéma physique, immédiat », dont la violence omniprésente perd peu à peu de son effet.